# Білозубець білячий
Білозубець білячий (Leucodon sciuroides) — вид мохів порядку гіпнобрієвих (Hypnales).

## Поширення
Ареал охоплює такі частини світу: Європа, Африка, Північна Америка, Азія.
Мешкає на світлих, сонячних, зазвичай сухих, багатих основами, часто також багатих вапном, рідко також слабокислими місцями на корі листяних порід (переважно Acer, Fraxinus excelsior ...), рідше на вапнякових породах, багатих основами породах або стіни.

## Характеристика
Вид росте темно-зеленими, коричнево-червоними покривалами до 2 см завдовжки, з повзучими первинними пагонами, які утворюють дугоподібні вторинні пагони. Листки поздовжньо складені (що відрізняє їх від інших родів родини), цілокраї, загострені й не мають середньої жилки. Спрогони рідко утворюються в Центральній Європі через забруднення повітря. Спорова коробочка вертикальна, циліндричної форми і виглядає втягненою, коли висихає. Коробочкова ніжка червонуватого кольору. У сухих місцях мох також може утворювати пазушні паростки або листочки.